# Enzo Giacchero
Enzo Giacchero, né à Turin le 25 février 1912 et mort à Turin le 26 mars 2000, est un partisan et homme politique italien.

## Biographie

### Jeunesse
Né dans une riche famille turinoise, Enzo Giacchero fréquente le Lycée classique Massimo d'Azeglio. Il y suit les enseignements d'Augusto Monti et se lie d'amitié avec Giulio Einaudi, Vittorio Foa, Massimo Mila, Cesare Pavese, Renato Gualino, Tullio Pinelli et Salvatore Luria. Giacchero obtient un diplôme d'ingénieur en 1934 et devient assistant la faculté de sciences des constructions de l'École polytechnique de Turin.

### Seconde Guerre mondiale
Lorsque la Seconde guerre mondiale éclate, Enzo Giacchero est enrôlé dans l'ingénierie ferroviaire. En 1942, il entre comme officier parachutiste dans la division Folgore et prend part à la guerre en Afrique. Il est blessé lors de la bataille d'El Alamein et doit être amputé d'une jambe. Il reçoit alors la médaille d'argent de valeur militaire.
Après le 8 septembre 1943 et malgré sa blessure, Giacchero prend activement part à la Résistance en qualité de vice-commandant d'une formation d'inspiration monarchiste, la 6ème division alpine autonome d'Asti.

### Après-guerre
À la libération, il est nommé préfet d'Asti par le Comité de libération nationale et le reste jusqu'au 28 février 1946, date à laquelle les préfets politiques sont remplacés par des préfets de carrière. Il est l'un des fondateurs, après la guerre, de la Fédération italienne de parachutisme sportif civil et en assure la présidence.
Enzo Giacchero est élu député à l'Assemblée constituante le 2 juin 1946 sur la liste de la Démocratie chrétienne. En 1948, il est élu à la Chambre des députés et est vice-président du groupe démocrate-chrétien dès 1952.

### Fonctions au niveau européen
Adhérent précoce au Mouvement fédéraliste européen et promoteur de l'Union parlementaire italienne pour l'Union européenne, il devient membre en 1952 également de la Haute Autorité de la Communauté européenne du charbon et de l'acier. Il le reste jusqu'en 1959. De 1957 à 1960, il est également président de l'Union européenne des fédéralistes.

### Retour au niveau national
Après son mandat à la Haute Autorité, Enzo Giacchero préside la Société pour l'autoroute Turin-Piacenza (1963-1968) et l'Union industrielle d'Asti (1971-1974).
En 1975, souhaitant faire naître une organisation de la droite démocratique, il préside la Constituante de droite pour la liberté promue par le Mouvement social italien - Droite nationale. Deux ans plus tard, il figure parmi les membres fondateurs de Démocratie nationale - Constituante de droite et est nommé président honoraire. En 1979, il est candidat au Sénat pour Démocratie nationale dans la circonscription de Cuneo, Asti et Turin, mais obtient un score extrêmement faible.

## Sources
- Fonds=Giacchero (Enzo) (1947-1952) [0,11 ml]. Section : Archives privées. Cote CH-000053-1 PP 1024 Archives cantonales vaudoises (présentation en ligne= https://davel.vd.ch/detail.aspx?ID=716528].

- (it) Cet article est partiellement ou en totalité issu de l’article de Wikipédia en italien intitulé « Enzo Giacchero » (voir la liste des auteurs).